# 1996 ED
1996 ED är en asteroid i huvudbältet som upptäcktes 9 mars 1996 av den japanska astronomen Takao Kobayashi vid Ōizumi-observatoriet.
Asteroiden har en diameter på ungefär 4 kilometer.